# 柳谷谦治
柳谷谦治（平假名：やなぎや　けんじ，1919年3月—2008年2月29日）是大日本帝国海军战斗机的驾驶者、王牌飞行员，曾参加所罗门群岛战役。他最广为人知的是作为当年保护山本五十六座机的六名零式战斗机飞行员之一，而且唯一幸运的活到了战后。他击落了8架敌机。此外，他共同击落了18架敌机。